# Malko Kameneane, Kărdjali
Malko Kameneane (în bulgară Малко Каменяне) este un sat în comuna Krumovgrad, regiunea Kărdjali,  Bulgaria. 

## Demografie
Componența etnică a satului Malko Kameneane
     Bulgari (27,08%)
     Turci (62,5%)
     Nicio identificare (10,41%)
     Altele (0%)
La recensământul din 2011, populația satului Malko Kameneane era de 48 locuitori. Din punct de vedere etnic, majoritatea locuitorilor (62,5%) erau turci, cu o minoritate de bulgari (27,08%). Pentru 10,41% din locuitori nu este cunoscută apartenența etnică.